# Неустроиха
Неустроиха — деревня в Мантуровском районе Костромской области России, в составе Знаменского поселения. На уровне муниципального устройства входит в состав городского округа города Мантурово, до 2018 года входила в состав Знаменского сельского поселения Мантуровского муниципального района.

## География
Деревня находится в южной части Костромской области, в пределах Восточно-Европейской равнины, в подзоне южной тайги, на правом берегу реки Межи, на расстоянии приблизительно 20 километров (по прямой) к северо-востоку от Мантурова, административного центра района. Абсолютная высота — 134 метра над уровнем моря.

### Климат
Климат характеризуется как умеренно континентальный, с продолжительной холодной многоснежной зимой и сравнительно коротким умеренно тёплым дождливым летом. Среднегодовая температура воздуха — 2,2 °C. Средняя температура воздуха самого холодного месяца (января) — −12,9 °C (абсолютный минимум — −50 °C); самого тёплого месяца (июля) — 17,6 °C (абсолютный максимум — 36 °С). Безморозный период длится 112—115 дней. Годовое количество атмосферных осадков — 610 мм, из которых 418 мм выпадает в период с апреля по октябрь. Снежный покров устанавливается в середине ноября и держится в течение 150 дней.

### Часовой пояс
Деревня Неустроиха, как и вся Костромская область, находится в часовой зоне МСК (московское время). Смещение применяемого времени относительно UTC составляет +3:00.

## Население
| 2008 | 2010 | 2014 |
| ---- | ---- | ---- |
| 1    | ↘0   | ↗2   |

### Национальный состав
Согласно результатам переписи 2002 года, в национальной структуре населения русские составляли 100 % из 4 чел.